# Filippo Comerio
Filippo Comerio (Locate Varesino, 1º maggio 1747 – Milano, 2 settembre 1827) è stato un pittore italiano.

## Biografia

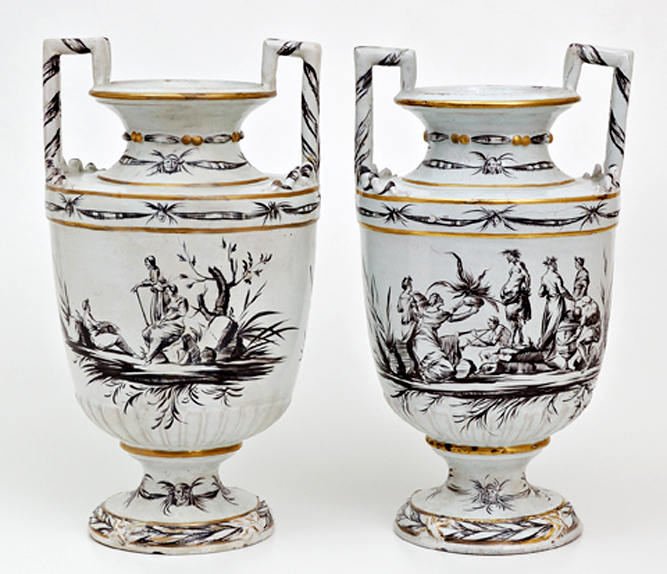
Coppia di vasi decorati con soggetto mitologico, Manifattura Ferniani, Faenza, 1777-1781.

Nato a Locate Varesino, figlio di Agostino e di Maria Antonia Castiglioni, la sua formazione artistica avvenne prima a Bologna presso l'Accademia Clementina, dove fu discepolo di Vittorio Maria Bigari e del Gandolfi e poi a Roma dove si trasferì dal 1773, perfezionandosi in indirizzo neoclassico, studiando le opere rinvenute durante gli scavi della Città Eterna unendosi alla cerchia del Füssli.
Nel 1774 tentò di realizzare una pubblicazione con incisioni da lui curate degli affreschi di Pietro da Cortona a Villa Chigi a Castel Fusano senza però riuscire nel suo intento. I disegni, comunque realizzati, sono oggi conservati all'interno dell'archivio della villa stessa.

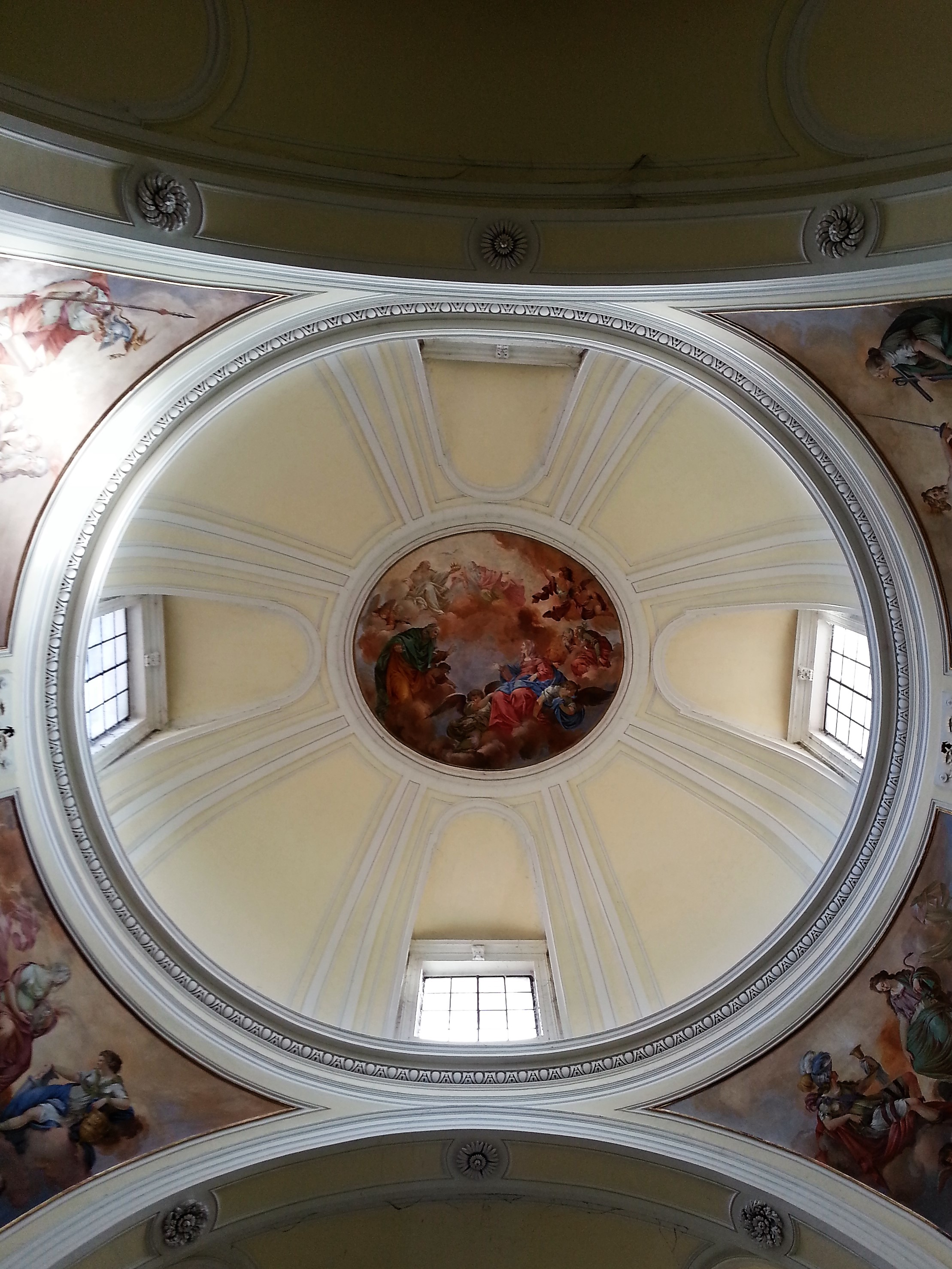
Chiesa di Sant'Anna (Albino) -Cupola centrale

Intenzionato a fare ritorno in Lombardia, nel 1777 lasciò Roma e si recò a Faenza dove ottenne la commissione per la realizzazione di due grandi tele per la chiesa del locale ospedale del Fatebenefratelli tramite padre Brambilla, un suo conterraneo. Rimase a Faenza cinque anni, lavorando anche a degli ovali collocati poi nella cattedrale locale. Sempre a Faenza, il Comerio conobbe e si maritò con Lauretana Benini, figlia di Paolo, primo pittore e direttore nella celebre fabbrica di maioliche del conte Ferniani. Grazie a questa preziosa parentela, il pittore lombardo si dedicò anche alla decorazione di ceramiche affiancando dapprima il suocero e poi lavorando in proprio e dando alla decorazione della maiolica uno stile tutto personale utilizzando il cosiddetto "verde Comerio" che da lui appunto prende il nome e altri colori tra cui nero, color ruggine e porpora.

## Opere
- Dipinti nella chiesa sussidiaria di San Pietro apostolo (antica parrocchiale) a Lonate Ceppino (VA)
- Tentazioni di Sant'Antonio, su beweb.chiesacattolica.it., 1779, Museo diocesano d'arte sacra, Faenza
- Dipinti nella chiesa parrocchiale di Santa Maria Nascente di Fenegrò (CO)
- Elia che sale al cielo su un carro di fuoco lascia al discepolo Eliseo il suo mantello  e la volta del presbiterio chiesa di sant'Anna Albino, 1788-1790[1].
- Trionfo dell'Eucaristia, Chiesa di San Giovanni Battista Predore (BG)
- Storie e Allegorie sacre della Chiesa di Sant'Anna, Albino (BG)
- L'eterno e san Michele[2], chiesa di San Michele Argangelo di Arcene Bergamo
- La Vergine con i Santi Martino e Margherita, chiesa di San Marino di Torre Boldone (BG)
- Decorazioni di Palazzo Medolago Albani (BG)
- Decorazioni murali di Casa Mandelli (BG)
- Due dipinti murali dell'abside della chiesa di Sant'Alessandro di Villongo (BG)
- Decorazioni ad affresco di villa Capitanio (BG)
- Presentazione di Gesù al tempio, su beweb.chiesacattolica.it., diocesi di Bergamo